# Virdžina
Virdžina (Вирџина) és una pel·lícula dramàtica de Iugoslàvia de 1991 dirigida pery Srđan Karanović.

## Argument
L'acció de la pel·lícula té lloc a finals del segle XIX, en un remot poble de Kninska Krajina. En aquella època, era la província de Dalmàcia a l'Imperi Austrohongarès.
Les famílies sense descendència masculina eren considerades maleïdes i condemnades. Per tal de salvar-se de les malediccions, aquelles famílies van declarar una de les filles "verge", és a dir home, amagant la veritat com un secret familiar. La pel·lícula segueix la història d'una d'aquestes famílies. La pel·lícula comença amb el naixement d'una altra nena en una família que, com diuen, no va tenir la sort de tenir fills homes. El pare de la noia, Timotije, que porta una pistola gairebé tot el temps de la pel·lícula, porta la seva filla a un camp per matar-la, però es compadeix i decideix criar-la de nen. Així que Timotije, el cap de la seva família, va decidir que la seva filla petita es convertís en una verge anomenada Stevan. Una nena creix com un nen, acostumada des dels primers passos a anul·lar tot el femení que hi ha en ella. Però quan entra a la seva adolescècia, s'acaba enamorant d'un home.
"Stevan" mostra la seva voluntat de ser una altra cosa quan evita la seva promesa, quan se sent atreta per Mijat i quan vol jugar amb la nina de la seva germana. La nina és l'antítesi de la pistola: encara que la mare de Stevan no para de empènyer l'arma a les mans d'Stevan, roba la nina de la seva germana, l'amaga i fins i tot menteix que no l'ha pres. En una escena, Mijat suggereix que ell i "Stevan" facin pipí junts i mesuren el penis de qui és més gran. Després que "Stevan" es nega, la seva germana es burla d'ell: "Pixa si ets home". Després d'això, es mostra una escena on "Stevan" surt corrent del pati i orina en una posició ajupit.
Al final de la pel·lícula, Stevan trenca el seu vot i fuig amb Mijat als Estats Units, gosant d'escapar de l'opressió patriarcal a la qual estan exposades les verges jurades.

## Repartiment
- Marta Keler com a Stevan
- Miodrag Krivokapić com a Timotije
- Ina Gogalova com Dostana
- Slobodan Milovanović com a Paun
- Mirko Vlahović com a jove
- Matija Prskalo com a germana gran
- Vjenceslav Kapural com a Josip
- Nada Gačešić-Livaković com a Ranka
- Andrijana Videnović com a Laura

## Premis
- El 1991, la pel·lícula va rebre el premi al millor guió al Festival de guió cinematogràfic de Vrnjačka Banja.[2]
- Pel paper de Stevan, Marta Keler va rebreals 4ts Premis del Cinema Europeu (Félix) a la millor actriu secundària.[3]
- Niš 91'

1. Premi Emperador Constantí al millor actor per Miodrag Krivokapić[4]
2. Premi a Ina Gogalova pel seu paper de debut[4]

- Bitolj 91' – Placa daurada al treball de càmera[5]
- Palmera d’or a la millor pel·lícula a la XIII edició de la Mostra de València[6]

## Llegat
L'Arxiu de Cinema de Iugoslàvia, d'acord amb les seves autoritats basades en la Llei del Patrimoni Cultural, va declarar cent llargmetratges serbis (1911-1999) com a patrimoni cultural de gran importància el 28 de desembre de 2016. Virdžina també es troba en aquesta llista.